# 5892 Milesdavis
5892 Milesdavis este o planetă minoră (asteroid), cu un diametru de 3,71 km, din Mars-crossing asteroid[*]. A fost descoperită pe 23 decembrie 1981 la Observatorul de pe Muntele Purpuriu⁠(d) de Observatorul de pe Muntele Purpuriu⁠(d) și a fost numită după Miles Davis. 
Obiectul prezintă o orbită caracterizată de o semiaxă mare de 2,3846343 UAi, o excentricitate de 0,3, o înclinație de 4,5857 ° în raport cu ecliptica.